# Dead End
Dead End este o trupă japoneză de visual kei formată în anul 1984 în Prefectura Osaka.

## Membrii Epoca de Aur
- Morrie - voce
- You - chitară
- Crazy Cool Joe - chitară bas
- Minato - baterie